# Rudolph von Procházka
Rudolph von Procházka, född 23 februari 1864 i Prag, död där 24 mars 1936, var en böhmisk friherre, tonsättare och musikskriftställare. Han var far till Roman von Procházka.
Rudolph von Procházka var sekreterare vid ståthållarskapet i Prag och medlem av musikkonservatoriets styrelse, åtnjöt musikundervisning av Zdeněk Fibich samt komponerade sånger, instrumentalmusik, sagospelet Das Gluck (1898) och det andliga melodramat Christus (1901). Han skrev bland annat Mozart in Prag (1892; andra upplagan 1899) samt biografier över Robert Franz (1894) och Johann Strauss och hans son (1900).